# Napuszczanie
Napuszczanie – czwarty etap układania ptaka łowczego, kiedy sokolnik pozoruje polowanie, wpuszczając przed ptakiem zakupioną wcześniej z hodowli zwierzynę (podpuszczkę). Obecnie już rzadko stosowana metoda uczenia ptaka chwytania zdobyczy.